# Santa María Egipcíaca (Ribera, Montpellier)
Santa María Egipcíaca es un cuadro realizado por el pintor español José de Ribera en 1641. Este óleo sobre lienzo es una pintura de temática religiosa que representa a María de Egipto con las manos juntas en oración bajo unas rocas, junto a un trozo de pan y un cráneo humano. La obra, legada por pintor François-Xavier Fabre en 1837, se conserva en el Museo Fabre de Montpellier (Francia).

## Contexto
María Egipcíaca (también llamada María de Egipto) era una cortesana que se convirtió al cristianismo luego de un viaje a Jerusalén y se retiró al desierto del Jordán para vivir como una ermitaña con sólo tres panes en el bolsillo, comprados dando limosna. Vivió sesenta años. 

## Descripción
Típico de la Contrarreforma (respuesta católica a la Reforma protestante), con su representación realista de penitentes, el cuadro hace hincapié en los rasgos desgastados del rostro y el cuerpo, la devoción a la oración y el abandono de la vida carnal (simbolizado por la calavera en primer plano). La paleta y la composición son de un «tenebrismo sin concesiones» que puede verse en muchos otros lienzos del artista de este periodo.  La atención se centra principalmente en los detalles del cuerpo dañado, las arrugas, pero con una expresión alejada del drama patético.
La iconografía de María de Egipto se asemeja en muchos aspectos a la de María Magdalena (por ejemplo, la Magdalena penitente).

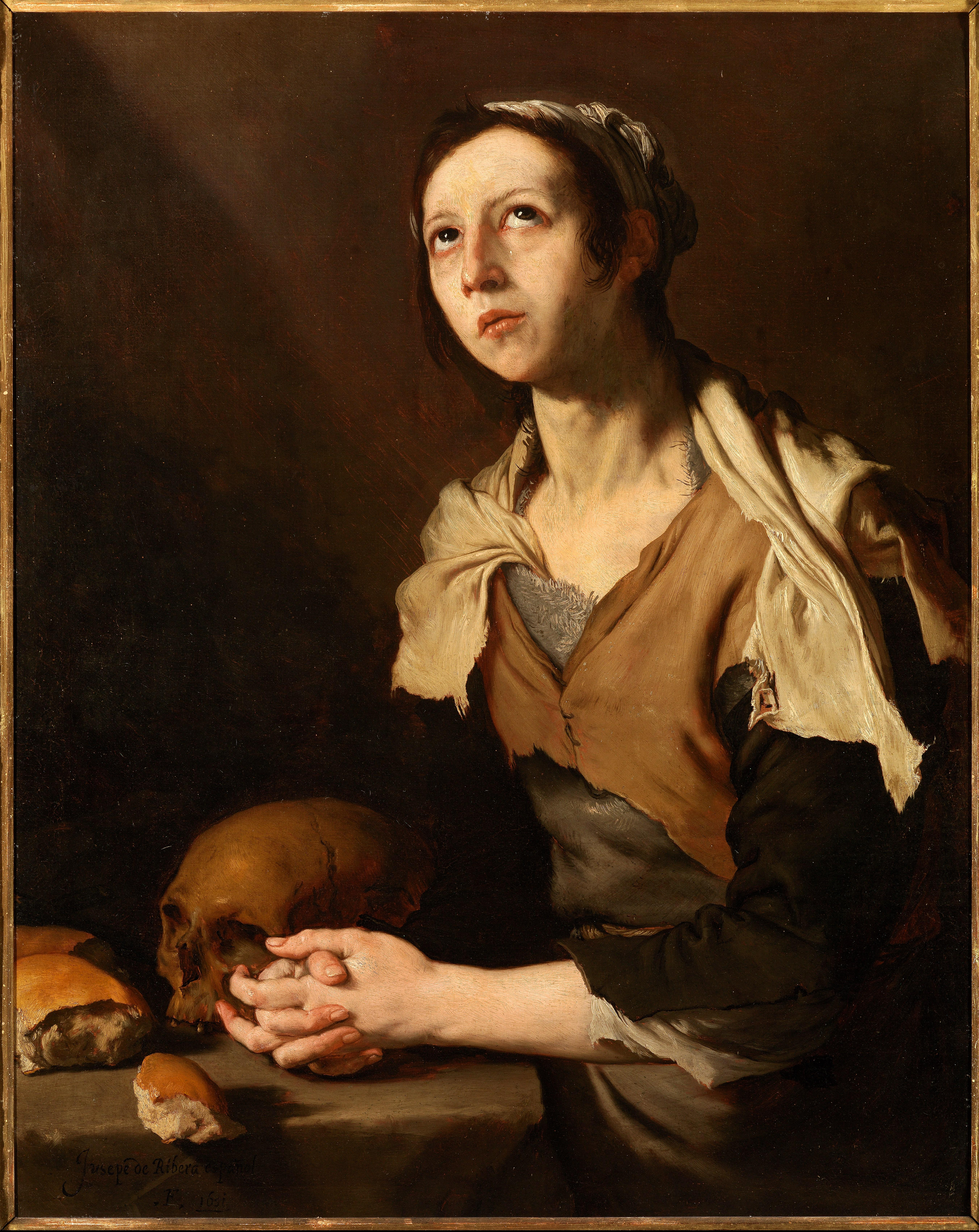
Santa María Egipcíaca (1651), José de Ribera, Museo Cívico Filangieri de Nápoles.

En 1651, de Ribera pintó una nueva versión de María Egipcíaca que se conserva en el Museo Cívico Filangieri, ubicado dentro del Palacio Como en Nápoles, Italia. 